# Домбрувно (гмина)
Домбрувно (пол. Dąbrówno) — сельская гмина (волость) в Польше, входит как административная единица в Острудский повят, Варминьско-Мазурское воеводство. Население — 4362 человека (на 2018 год).

## Демография
Данные по переписи 2004 года:
| Перепись                       | Всего   | Всего | Женщины | Женщины | Мужчины | Мужчины |
| ------------------------------ | ------- | ----- | ------- | ------- | ------- | ------- |
| Единицы                        | человек | %     | человек | %       | человек | %       |
| Население                      | 4380    | 100   | 2176    | 49,7    | 2204    | 50,3    |
| Плотность населения (чел./км²) | 26,5    | 26,5  | 13,2    | 13,2    | 13,3    | 13,3    |

## Соседние гмины
1. Гмина Дзялдово
2. Гмина Грунвальд
3. Гмина Козлово
4. Гмина Любава
5. Гмина Оструда
6. Гмина Рыбно